# Учёная дружина
Учёная дружина — неофициальное название кружка придворных интеллектуалов из духовного и дворянского сословия, которые защищали и обосновали реформы Петра I. Считается одним из самых ранних общественно-литературных собраний Санкт-Петербурга. 

## История
Термин «учёная дружина» взят из стихотворного обращения Прокоповича к Кантемиру («К сочинителю сатир», 1730). Г. Плеханов называл членами «учёной дружины» Ф. Прокоповича, В. Татищева и А. Кантемира, причём первого считал «вождём дружины».
Важным документом учёной дружины стал «Духовный регламент» 1721 года, который обосновывал автономность светской культуры и её главенство над духовной культурой. В вопросе о природе власти утверждается идея общественного договора. Антиох Кантемир переводил философию как любомудрие и делил её на логику, нравоучение, физику и метафизику.
В 1730 году Учёная дружина поддержала кандидатуру Анны Иоанновны, однако распалась после конфликта с кликой Бирона.

## Члены Учёной дружины
- Феофан Прокопович
- Антиох Кантемир
- Василий Татищев